# マック金平
マック金平（ - かねひら、1950年 - ）は、元フェザー級プロボクサー。プロボクシング・プロモーター経験者。本名は金平理宰（かねひら まさゆき）。グローバル協栄ボクシングジム代表。協栄ボクシングジム初代会長の金平正紀は伯父。金平桂一郎前会長は従兄弟。専修大学時代の同級生にバトルホーク風間。
現役引退後に協栄ジムのスタッフとなり、1990年、プロモーターを目指すためにメキシコへ語学留学。
帰国後、グローバル協栄の前身・いわき協栄ボクシングクラブを設立。元世界王者の勇利アルバチャコフをマネージャーに招聘した。
2008年5月24日にディファ有明で開催される予定だった興行を前日計量後に中止を決定し、日本ボクシングコミッションからプロモーターライセンス無期限停止処分を受けている。